# Kaszmir (region)

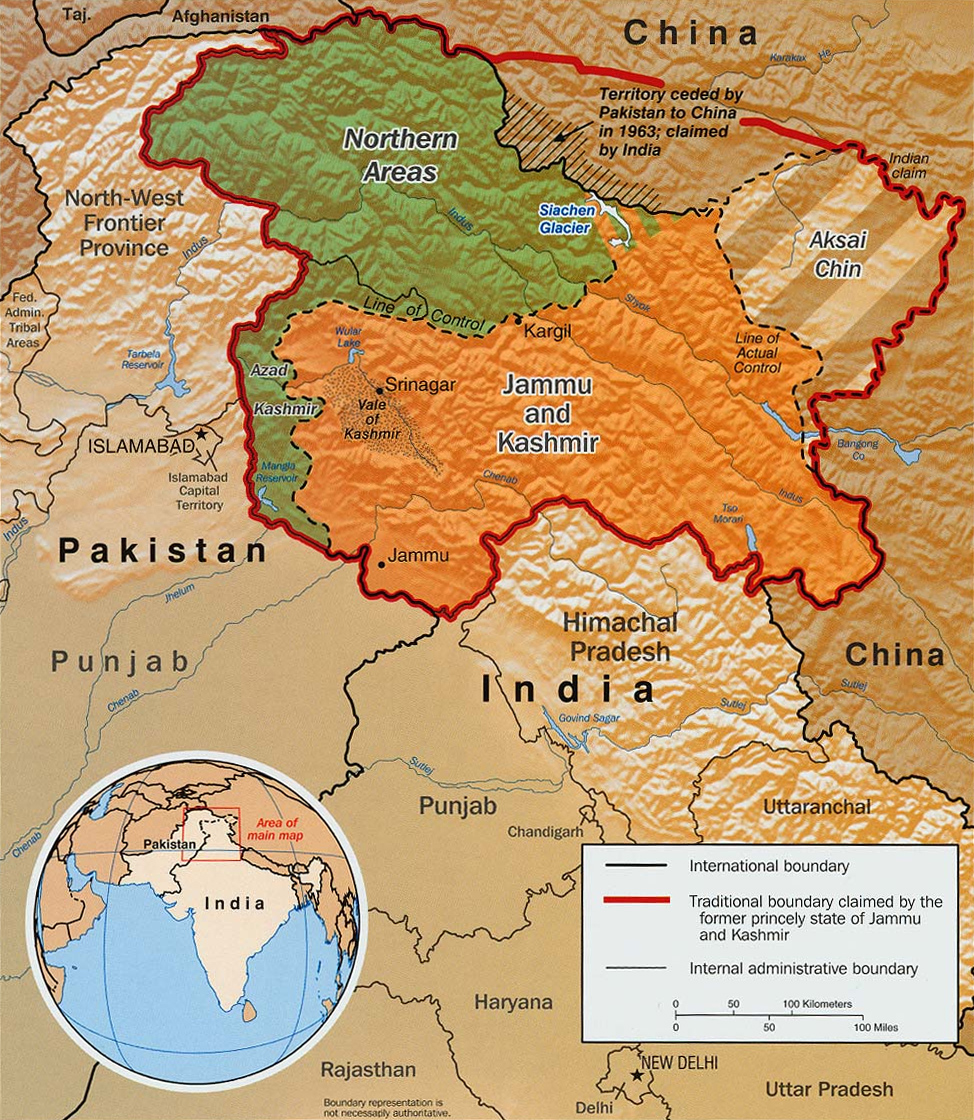
Mapa Dżammu i Kaszmiru. Na zielono zaznaczono obszar kontrolowany przez Pakistan, pomarańczowym kolorem objęte są tereny należące do Indii, natomiast region Aksai Chin okupowany jest przez siły chińskie

Kaszmir (sanskryt Káśmīra) – jeden z 4 regionów Dżammu i Kaszmiru. Od 1948 roku podzielony pomiędzy Indie (Kotlina Kaszmirska) i Pakistan (Azad Dżammu i Kaszmir). 

## Historia
Do roku 1947 Kaszmir wchodził w skład Indii Brytyjskich, których obszar składał się z wielu regionów o wyrazistej odrębności kulturowej. W 1947 roku doprowadziło to do sporów dotyczących podziału terytorium brytyjskiej kolonii. Największym z problemów była sprawa przynależności państwowej Kaszmiru, do którego prawo rościły sobie powstające Indie i Pakistan. Maharadża Hari Singh, pod zwierzchnością którego pozostawała ta prowincja, pragnął zachować niepodległość swego państwa, lecz w obliczu wkroczenia pakistańskich bojówek zdecydował się na przystąpienie do Indii. Pakistan nie uznał decyzji maharadży, powołując się na niejasne okoliczności podpisania dokumentu (Dokument Akcesji) włączającego Kaszmir do Indii oraz na słabe zakorzenienie w regionie rządzącej dynastii. Wobec takiego obrotu sprawy w 1947 roku rozpoczęła się kosztowna i wycieńczająca obie strony wojna indyjsko-pakistańska. Z pomocą ONZ udało się zakończyć walki rok później. Druga wojna o Kaszmir rozegrała się w 1965 roku. Walki zakończyły się równie szybko, jak się zaczęły, a żadna ze stron nie odniosła zwycięstwa. Trzecia wojna indyjsko-pakistańska zaczęła się w 1971 roku. Do jej wybuchu doprowadziło powstanie Bangladeszu, który mocno poparł Indie. Pakistan wysłał armię, aby spacyfikowała buntowników. Wojna zakończyła się wygraną Indii, które zmusiły Pakistan do podpisania traktatu pokojowego, zawierającego takie punkty jak przesunięcie linii demarkacyjnej i uznanie niepodległości Bangladeszu. 
Kotlina Kaszmirska ma ok. 7200 km² powierzchni i rozciąga się 1700 m nad poziomem morza. Pełniła ona bardzo ważną funkcję w historii starożytnych Indii, przez pewien czas była centrum kultury sanskrytu. Rejon Kaszmiru był także ważnym centrum buddyjskim i medytacyjna szkoła kaszmirska wywarła duży wpływ na rozwój medytacyjnej szkoły buddyzmu chińskiego – chan. Kaszmirskie literatura, rzeźba, muzyka, taniec i architektura wyraźnie wpłynęły na obecny kształt azjatyckiego dziedzictwa kulturowego.

## Kaszmir w literaturze
- Zając pod miedzą, Robert Cleeve 1973 Warszawa
- Śalimar klaun, Salman Rushdie 2006, wyd. REBIS
- Bogini z tygrysem, Sudha Koul 2003 Warszawa

## Kaszmir w indyjskim filmie
- Fanaa
- Yahaan
- Roja
- Shaurya
- Kashmir Ki Kali